# Ysaline Bonaventure
Ysaline Bonaventure (Liegi, 29 agosto 1994) è un'ex tennista belga.

## Carriera
Mancina, si è allenata per più di 10 anni all'accademia dell'ex tennista pro Noëlle van Lottum. A livello juniores ha vinto 10 titoli in singolare e 13 in doppio.
Ha fatto parte della squadra belga di Fed Cup dal 2012 al 2024, dove ha un bilancio complessivo di 10 vittorie e 9 sconfitte.
Nel circuito ITF ha vinto 12 titoli nel singolare e 14 titoli nel doppio.
All'Australian Open 2015 viene inserita nel tabellone delle qualificazioni ma perde al primo turno. In quegli anni ottiene i suoi maggiori successi nel doppio, nel 2015 vince in questa specialità i suoi primi titoli nel circuito maggiore, in febbraio si impone a Rio de Janeiro in coppia con Rebecca Peterson e in aprile vince a Katowice in coppia con Demi Schuurs.
Nel 2018 pone fine al rapporto con la Van Lottum e nell'ottobre dell'anno successivo si prende una lunga pausa per dedicarsi esclusivamente alla preparazione fisica, affidandosi alle cure di Didier Jacquet. Nel 2019 viene allenata da Germain Gigounon che dopo un anno chiude la collaborazione per andare ad allenare il connazionale David Goffin. Nel gennaio 2021 viene annunciato che il suo nuovo allenatore è Arthur De Greef.
Nei tornei del Grande Slam ha raggiunto il suo miglior risultato agli US Open 2020 con il secondo turno; nel doppio, ha raggiunto il secondo turno agli Australian Open 2016, e in due occasioni agli Open di Francia 2015 e 2023.
Tra i risultati più importanti della carriera, figurano i quarti di finale partendo dalle qualificazioni a Rabat 2019 contro la connazionale Alison Van Uytvanck, i quarti di finale a Monterrey 2023 dove è stata sconfitta al tie-break del terzo set dalla eventuale campionessa Donna Vekić, e la semifinale a Auckland 2023 partendo dalle qualificazioni e venendo sconfitta dall'altra qualificata Rebeka Masarova.
Il 22 maggio 2023, ha raggiunto il best ranking nel singolare all'81º posto in classifica, mentre nel doppio ha raggiunto il 57º posto mondiale il 1º febbraio 2016.
Il 26 marzo 2025, Bonaventure annuncia il ritiro dal tennis professionistico, dopo i continui infortuni al ginocchio.

## Statistiche WTA

### Doppio

#### Vittorie (2)
| Grande Slam (0)       |
| Ori Olimpici (0)      |
| WTA Finals (0)        |
| Premier Mandatory (0) |
| Premier 5 (0)         |
| Premier (0)           |
| International (2)     |

| N. | Data             | Torneo                   | Superficie  | Partner          | Avversarie                        | Punteggio        |
| 1. | 21 febbraio 2015 | Rio Open, Rio de Janeiro | Terra rossa | Rebecca Peterson | Irina-Camelia Begu María Irigoyen | 3-0 rit.         |
| 2. | 12 aprile 2015   | Katowice Open, Katowice  | Cemento (i) | Demi Schuurs     | Gioia Barbieri Karin Knapp        | 7-5, 4-6, [10-6] |

## Statistiche ITF

### Singolare

#### Vittorie (12)
| Torneo $100.000 (0) |
| Torneo $80.000 (0)  |
| Torneo $75.000 (0)  |
| Torneo $60.000 (3)  |
| Torneo $50.000 (1)  |
| Torneo $25.000 (3)  |
| Torneo $15.000 (1)  |
| Torneo $10.000 (4)  |

| N.  | Data              | Torneo                                             | Superficie    | Avversaria                  | Punteggio   |
| 1.  | 17 giugno 2012    | Future Drenthe, Meppel                             | Terra rossa   | Julia Kimmelmann            | 6-2, 6-4    |
| 2.  | 29 luglio 2012    | Maaseik Open, Maaseik                              | Terra rossa   | Natalia Orlova              | 6-2, 6-1    |
| 3.  | 12 maggio 2013    | Rising Star Tour, Båstad                           | Terra rossa   | Ellen Allgurin              | 6-1, 6-2    |
| 4.  | 16 giugno 2013    | Amstelveen Future Tournament, Amstelveen           | Terra rossa   | Cindy Burger                | 6-4, 6-2    |
| 5.  | 29 giugno 2014    | Rolls Royce Women's Cup Kristinehamn, Kristinehamn | Terra rossa   | Marina Mel'nikova           | 6-3, 6-3    |
| 6.  | 26 luglio 2015    | Darmstadt Tennis International, Darmstadt          | Terra rossa   | Dalila Jakupovič            | 6-3, 7-6(4) |
| 7.  | 26 settembre 2015 | Abierto Victoria, Ciudad Victoria                  | Cemento       | Montserrat González         | 6-1, 6-2    |
| 8.  | 21 febbraio 2016  | Altenkirchen Ladies Open, Altenkirchen             | Sintetico (i) | Arantxa Rus                 | 6-3, 6-3    |
| 9.  | 30 aprile 2017    | Tennis Organisation, Adalia                        | Terra rossa   | Yuuki Tanaka                | 6-4, 6-2    |
| 10. | 5 novembre 2017   | Tevlin Women's Challenger, Toronto                 | Cemento (i)   | Patty Schnyder              | 7-6(3), 6-3 |
| 11. | 2 febbraio 2020   | Open GDF SUEZ 42, Andrézieux-Bouthéon              | Cemento (i)   | Arantxa Rus                 | 6-4, 7-6(3) |
| 12. | 9 gennaio 2022    | Bendigo International, Bendigo                     | Cemento       | Victoria Jiménez Kasintseva | 6-3, 6-1    |

#### Sconfitte (13)
| Torneo $100.000 (1) |
| Torneo $80.000 (1)  |
| Torneo $75.000 (0)  |
| Torneo $60.000 (1)  |
| Torneo $50.000 (0)  |
| Torneo $25.000 (4)  |
| Torneo $15.000 (1)  |
| Torneo $10.000 (4)  |

| N.  | Data             | Torneo                                         | Superficie      | Avversaria          | Punteggio     |
| 1.  | 18 marzo 2012    | Internationaux Féminins d'Amiens, Amiens       | Terra rossa (i) | Isabella Šinikova   | 3-6, 6-0, 3-6 |
| 2.  | 1º aprile 2012   | Open du Havre, Le Havre                        | Cemento (i)     | Myrtille Georges    | 7-5, 5-7, 0-6 |
| 3.  | 22 luglio 2012   | Knokke Zoute Ladies Open, Knokke-Heist         | Terra rossa     | Jessica Moore       | 1–6, 6(4)–7   |
| 4.  | 3 marzo 2013     | Open GDF SUEZ Bron-Parilly, Bron               | Cemento (i)     | Maryna Zanevs'ka    | 2-6, 1-6      |
| 5.  | 8 settembre 2013 | Vitalyte Open, Berlino                         | Terra rossa     | Diana Šumová        | 3–6, 5–7      |
| 6.  | 26 gennaio 2014  | Open GDF SUEZ 42, Andrézieux-Bouthéon          | Cemento (i)     | Timea Bacsinszky    | 1-6, 1-6      |
| 7.  | 17 agosto 2014   | Westend Ladies Tennis Cup, Westende            | Cemento         | Sara Sorribes Tormo | 2-6, 0-6      |
| 8.  | 19 ottobre 2014  | Florence Open, Florence                        | Cemento         | Catherine Bellis    | 2-6, 1-6      |
| 9.  | 17 luglio 2017   | President's Cup, Astana                        | Cemento         | Zhang Shuai         | 3-6, 4-6      |
| 10. | 22 ottobre 2017  | Florence Open, Florence                        | Cemento         | Taylor Townsend     | 1-6, 5-7      |
| 11. | 10 luglio 2022   | Reinert Open, Versmold                         | Terra rossa     | Linda Nosková       | 1-6, 3-6      |
| 12. | 23 ottobre 2022  | Hamburg Ladies & Gents Cup, Amburgo            | Cemento (i)     | Rebeka Masarova     | 4-6, 3-6      |
| 13. | 30 ottobre 2022  | Internationaux Féminins de la Vienne, Poitiers | Cemento (i)     | Petra Marčinko      | 3-6, 6(2)-7   |

### Doppio

#### Vittorie (14)
| Torneo $100.000 (0) |
| Torneo $80.000 (1)  |
| Torneo $75.000 (0)  |
| Torneo $60.000 (1)  |
| Torneo $50.000 (3)  |
| Torneo $25.000 (6)  |
| Torneo $15.000 (1)  |
| Torneo $10.000 (2)  |

| N.  | Data              | Torneo                                      | Superficie    | Compagna                   | Avversarie in finale                       | Punteggio        |
| 1.  | 11 giugno 2012    | Future Drenthe, Meppel                      | Terra rossa   | Nicolette van Uitert       | Marritt Boonstra Vivian Heisen             | 6-1, 4-6, [10-7] |
| 2.  | 26 giugno 2012    | Breda Future, Breda                         | Terra rossa   | Isabella Šinikova          | Carolin Daniels Xenia Knoll                | 6-4, 7-6(5)      |
| 3.  | 2 settembre 2013  | Vitalyte Open, Berlino                      | Terra rossa   | Cornelia Lister            | Lenka Kunčíková Karolína Stuchlá           | 6-4, 3-6, [10-5] |
| 4.  | 9 agosto 2014     | Flanders Ladies Trophy Koksijde, Koksijde   | Terra rossa   | Richèl Hogenkamp           | Bernarda Pera Demi Schuurs                 | 6-4, 6-4         |
| 5.  | 16 agosto 2014    | Westend Ladies Tennis Cup, Westend          | Cemento       | Elise Mertens              | Marina Mel'nikova Evgenija Rodina          | 6-2, 6-2         |
| 6.  | 20 ottobre 2014   | National Bank Challenger Saguenay, Saguenay | Cemento (i)   | Nicola Slater              | Sonja Molnar Caitlin Whoriskey             | 6-4, 6-4         |
| 7.  | 8 marzo 2015      | Circuito Feminino Future de Tênis, Curitiba | Terra rossa   | Rebecca Peterson           | Beatriz García Vidagany Florencia Molinero | 4-6, 6-3, [10-5] |
| 8.  | 26 settembre 2015 | Internacional Femenil Monterrey, Monterrey  | Cemento       | Elise Mertens              | Marina Mel'nikova Mandy Minella            | 6-4, 3-6, [11-9] |
| 9.  | 3 ottobre 2015    | Abierto Victoria, Ciudad Victoria           | Cemento       | Elise Mertens              | María Irigoyen Barbora Krejčíková          | 6-4, 4-6, [10-6] |
| 10. | 21 febbraio 2016  | Altenkirchen Ladies Open, Altenkirchen      | Sintetico (i) | Xenia Knoll                | Deniz Khazaniuk Maria Marfutina            | 6-1, 6-4         |
| 11. | 17 settembre 2017 | Batumi Ladies Open, Batumi                  | Cemento       | Viktória Kužmová           | Tatia Mikadze Sofia Šapatava               | 6-1, 6-3         |
| 12. | 27 gennaio 2018   | Open GDF SUEZ 42, Andrézieux-Bouthéon       | Cemento (i)   | Bibiane Schoofs            | Camilla Rosatello Kimberley Zimmermann     | 4-6, 7-5, [10-7] |
| 13. | 3 febbraio 2018   | AEGON Pro Series Glasgow, Glasgow           | Cemento (i)   | Valentini Grammatikopoulou | Dalma Gálfi Katarzyna Piter                | 7-5, 6-4         |
| 14. | 19 settembre 2021 | Open Internacional de Valencia, Valencia    | Terra rossa   | Ekaterine Gorgodze         | Ángela Fita Boluda Oksana Selechmet'eva    | 6-2, 2-6, [10-6] |

#### Sconfitte (7)
| Torneo $100.000 (1) |
| Torneo $80.000 (1)  |
| Torneo $75.000 (0)  |
| Torneo $60.000 (1)  |
| Torneo $50.000 (0)  |
| Torneo $25.000 (2)  |
| Torneo $15.000 (1)  |
| Torneo $10.000 (1)  |

| N. | Data              | Torneo                                             | Superficie  | Compagna           | Avversarie in finale                   | Punteggio           |
| 1. | 11 maggio 2013    | Rising Star Tour, Båstad                           | Terra rossa | Marija Moch        | Cindy Burger Milana Špremo             | 1–6, 4–6            |
| 2. | 13 giugno 2014    | Hechingen Ladies Open, Essen                       | Terra rossa | Elica Kostova      | Kristina Barrois Tatjana Maria         | 2-6, 2-6            |
| 3. | 29 giugno 2014    | Rolls Royce Women's Cup Kristinehamn, Kristinehamn | Terra rossa | Sandra Zaniewska   | Kateryna Bondarenko Cornelia Lister    | w/o                 |
| 4. | 23 aprile 2017    | Tennis Organisation, Adalia                        | Terra rossa | Marie Benoît       | Emma Laine Yuuki Tanaka                | 6–3, 1–6, [4–10]    |
| 5. | 17 luglio 2017    | President's Cup, Astana                            | Cemento     | Naomi Broady       | Natela Dzalamidze Veronika Kudermetova | 2-6, 0-6            |
| 6. | 5 novembre 2017   | Tevlin Women's Challenger, Toronto                 | Cemento (i) | Victoria Rodríguez | Alexa Guarachi Erin Routliffe          | 6(4)–7, 6–3, [4–10] |
| 7. | 15 settembre 2018 | Open GDF SUEZ de Biarritz, Biarritz                | Terra rossa | Helène Scholsen    | Irina Maria Bara Valentina Ivachnenko  | 4-6, 1-6            |